# Muara Saeh
Muara Saeh is een bestuurslaag in het regentschap Ogan Komering Ulu van de provincie Zuid-Sumatra, Indonesië. Muara Saeh telt 1175 inwoners (volkstelling 2010).